# Die Senatorin für Bau, Mobilität und Stadtentwicklung
Die Senatorin für Bau, Mobilität und Stadtentwicklung (SBMS) ist das Landesministerium für Bau- und Stadtentwicklungsfragen sowie Mobilität der Freien Hansestadt Bremen. Senatorin ist seit Juli 2023 Özlem Ünsal (SPD). Als Staatsrat steht ihr Ralph Baumheier zur Seite.

## Geschichte
Die Senatsverwaltung für Bau, Mobilität und Stadtentwicklung wurde nach der Bürgerschaftswahl 2023 neu gegründet.